# Jaap de Waard

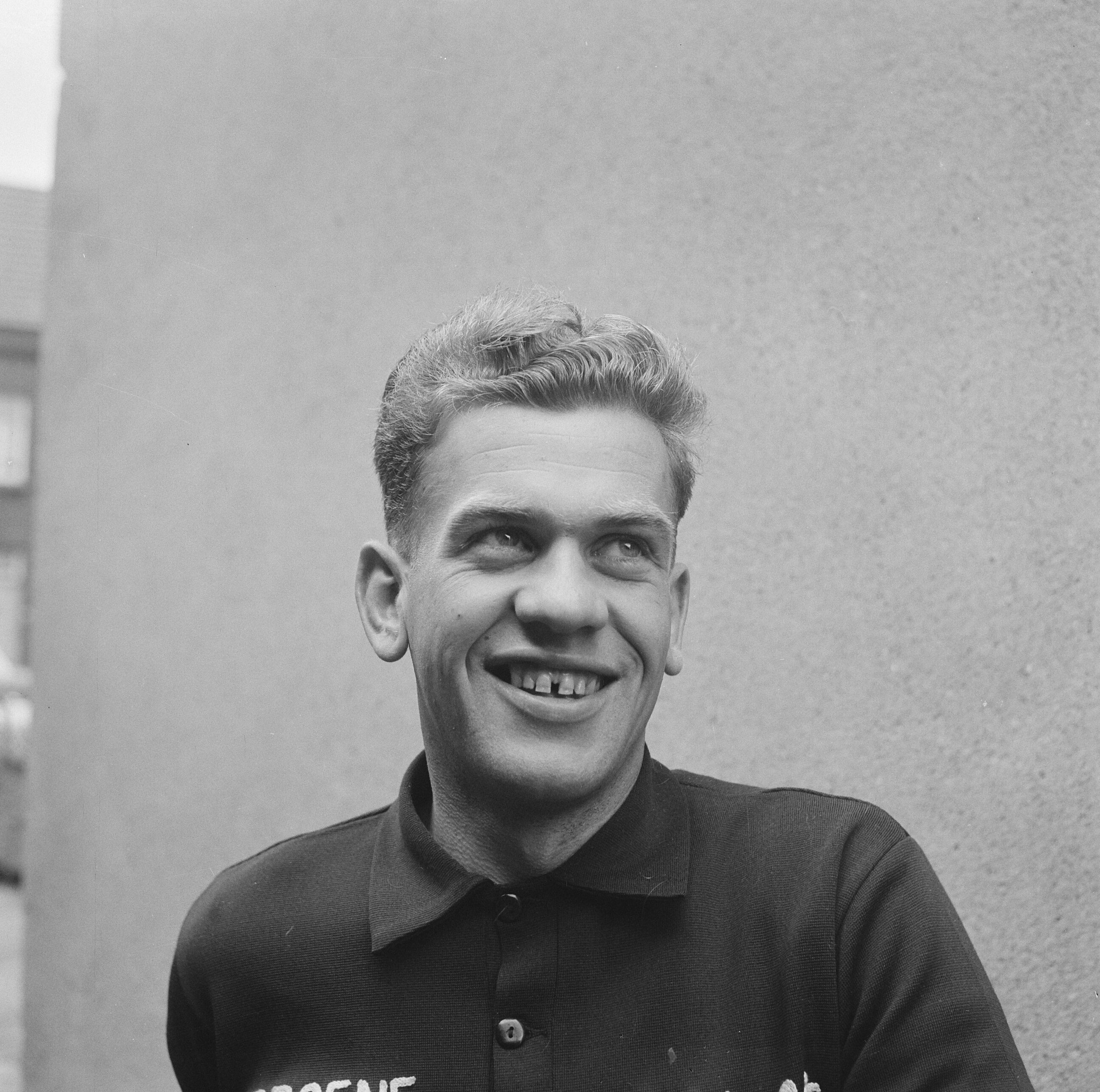
Jaap de Waard (1963)

Jaap de Waard (* 2. Januar 1940 in Rijsoort en Strevelshoek; † 12. April 2000 in Gent) war ein niederländischer Radrennfahrer.

## Sportliche Laufbahn
Jaap de Waard war von 1960 bis 1962 Unabhängiger. 1963 wurde er Berufsfahrer und blieb bis 1964 aktiv. Seine Rolle war in allen seinen Radsportteams die des Domestiken. Er wurde 1961 Dritter der Olympia’s Tour. 1962 startete er mit der niederländischen Nationalmannschaft in der Internationalen Friedensfahrt und belegte den 11. Platz im Endklassement. In der Tunesien-Rundfahrt wurde er in jener Saison Dritter. In der Belgien-Rundfahrt der Unabhängigen 1963 wurde er beim Sieg von Jan Boonen Dritter.